# Veronika Šokota
Veronika Šokota (* 9. März 2004) ist eine kroatische Leichtathletin, die sich auf den Speerwurf spezialisiert hat.

## Sportliche Laufbahn
Erste internationale Erfahrungen bei internationalen Meisterschaften sammelte Veronika Šokota im Jahr 2021, als sie bei den U20-Europameisterschaften in Tallinn mit einer Weite von 52,99 m den fünften Platz belegte. Anschließend erreichte sie bei den U20-Weltmeisterschaften in Nairobi mit 53,81 m Rang sieben. Im Jahr darauf siegte sie mit 55,85 m bei den Balkan-Hallenmeisterschaften in Denizli und anschließend gelangte sie bei den U20-Weltmeisterschaften in Cali mit 54,47 m Rang vier. 2023 gewann sie bei den U20-Europameisterschaften in Jerusalem mit 55,41 m die Silbermedaille.
2021 wurde Šokota kroatische Meisterin im Speerwurf.